# Krakovany (ort i Tjeckien)
Krakovany är en ort i Tjeckien.   Den ligger i regionen Mellersta Böhmen, i den centrala delen av landet, 70 km öster om huvudstaden Prag. Krakovany ligger 229 meter över havet och antalet invånare är 768.
Terrängen runt Krakovany är platt. Runt Krakovany är det ganska glesbefolkat, med 31 invånare per kvadratkilometer. Närmaste större samhälle är Kolín, 12,7 km väster om Krakovany. Omgivningarna runt Krakovany är en mosaik av jordbruksmark och naturlig växtlighet.